# Hyposmocoma pritchardiae
Hyposmocoma pritchardiae là một loài bướm đêm thuộc họ Cosmopterigidae. Nó là loài đặc hữu của Kauai. Loài địa phương ở Kumuwela.
Ấu trùng ăn Pritchardia eriophora. The larvae were found feeding in the abundant fulvous cottony tomentum of the host plant, with which the spathe và other parts of inflorescence is clothed. The moths are about the colour of this cottony substance.